# Kenneth Parsons
Kenneth Parsons (* um 1950) ist ein ehemaliger südafrikanischer Badmintonspieler.

## Karriere
Kenneth Parsons gewann in seiner Heimat insgesamt 9 nationale Titel. International war er unter anderem bei den Belgian International 1972 und 1974, den Swiss Open 1975 und den Irish Open 1975 erfolgreich.

## Sportliche Erfolge
| Saison | Veranstaltung                 | Disziplin    | Platz | Name                             |
| ------ | ----------------------------- | ------------ | ----- | -------------------------------- |
| 1969   | Südafrikanische Meisterschaft | Herrendoppel | 1     | Kenneth Parsons / Rennie du Toit |
| 1972   | Belgian International         | Mixed        | 1     | Kenneth Parsons / Deirdre Tyghe  |
| 1972   | Südafrikanische Meisterschaft | Herrendoppel | 1     | Kenneth Parsons / Rennie du Toit |
| 1974   | Belgian International         | Mixed        | 1     | Kenneth Parsons / Alan Parsons   |
| 1974   | Belgian International         | Herrendoppel | 1     | William Kerr / Kenneth Parsons   |
| 1975   | Swiss Open                    | Mixed        | 1     | Kenneth Parsons / Ann Parsons    |
| 1975   | Swiss Open                    | Herrendoppel | 1     | William Kerr / Kenneth Parsons   |
| 1975   | Irish Open                    | Herrendoppel | 1     | William Kerr / Kenneth Parsons   |
| 1977   | Südafrikanische Meisterschaft | Mixed        | 1     | Kenneth Parsons / Deirdre Algie  |
| 1977   | Südafrikanische Meisterschaft | Herrendoppel | 1     | Kenneth Parsons / Wiliam Kerr    |
| 1978   | Südafrikanische Meisterschaft | Mixed        | 1     | Kenneth Parsons / Deirdre Algie  |
| 1980   | Südafrikanische Meisterschaft | Herrendoppel | 1     | Alan Phillips / Kenneth Parsons  |
| 1981   | Südafrikanische Meisterschaft | Herrendoppel | 1     | Alan Phillips / Kenneth Parsons  |
| 1982   | Südafrikanische Meisterschaft | Herrendoppel | 1     | Alan Phillips / Kenneth Parsons  |
| 1989   | Südafrikanische Meisterschaft | Herrendoppel | 1     | Kenneth Parsons / Nico Meerholz  |